# Stederau
Die Stederau (im Oberlauf auch bekannt als Bokeler Bach, Röhrser Bach und Aue) ist der 39,5 km lange, rechte bzw. östliche Quellfluss der Ilmenau in Niedersachsen (Deutschland).

## Geografie

### Verlauf
Der Fluss entspringt als Bokeler Bach im Südosten der Hohen Heide, im äußersten Norden des Landkreises Gifhorn nahe dem Weiler Günne. Hier, am Oberlauf, ist er grabenartig ausgebaut. In der Nähe der Quelle befindet sich die Bullenkuhle, ein Moor.
Der Bach fließt zunächst in östlicher Richtung und überschreitet hinter der Ortschaft Bokel die Landkreisgrenze zum Landkreis Uelzen. Hier wechselt er erstmals seinen Namen zu Röhrser Bach. Nach der Ortschaft Röhrsen wird das Gewässer Aue genannt. Ab der Ortschaft Lüder ändert die Aue die Hauptfließrichtung von Ost nach Nord und unterquert mittels eines Dükers erstmals den Elbeseitenkanal. Im Süden des Fleckens Bad Bodenteich erweitert sich die Aue zum Parksee. Bei Wieren unterquert sie zusammen mit einem Fahrradweg die Bahnstrecke Stendal–Uelzen, ab hier zeigt der Verlauf hauptsächlich Richtung Nordwest. Im Bereich des südlichen Vorhafens der Schleuse Esterholz unterquert der Fluss durch einen Tunnel ein zweites Mal den Elbeseitenkanal, um ab der Ortschaft Stederdorf nochmals den Namen zu wechseln, in Stederau. In der Ortschaft Niendorf II befindet sich eine Messstation (Niendorf II-S) des Wasserwirtschaftsamtes.
Im Veerßener Wald, zwei Kilometer vor dem Stadtzentrum von Uelzen, bildet die Stederau durch den Zusammenfluss mit der Gerdau die Ilmenau.

## Zustand
Die Gewässergüte wird vom NLWKN überwacht, der die Stederau in zwei Wasserkörper (WK 28049, 28046) gegliedert hat. Zu jedem Wasserkörper ist ein Datenblatt verfügbar, in dem die strukturelle, chemische und biologische Beschaffenheit bewertet wird. Für den Oberlauf ist zwar die Gewässerstrukturgüte „gut“, jedoch werden die chemische Qualität wegen vorgefundenem Quecksilber und das ökologische Potential wegen fehlendem Fischvorkommen als „schlecht“ bewertet. Die chemische Beschaffenheit setzt sich für den gesamten Unterlauf einschließlich der Ilmenau fort. Das ökologische Potential wird für den Unterlauf mit „mäßig“ angegeben.
Die Stederau gilt als mäßig belastet (Gewässergüteklasse II). Die
Gewässersohle ist überwiegend sandig mit Kieseinlagerungen, in den Randbereichen lagert sich z. T. Schlamm ab.